# Жилче
Жилче (мкд. Жилче) је насеље у Северној Македонији, у северном делу државе. Жилче припада општини Јегуновце.

## Географија
Насеље Жилче је смештено у северном делу Северне Македоније. Од најближег већег града, Тетова, насеље је удаљено 12 km источно.
Жилче се налази у доњем делу историјске области Полог. Насеље је положено на северном делу Полошког поља. Око насеља се пружа поље, а даље ка истоку се издиже Жеден планина. Вардар протиче источно од насеља. Надморска висина насеља је приближно 420 метара.
Клима у насељу је умерено континентална.

## Историја Срба у месту
Подигли су мештани села Жилче код Тетова 1923. године сами о свом трошку православну цркву. Та црква је затим деценију трајала без звона. Мештанин печалбар Атанасије Ђорђевић је окупио своје пријатеље да би заједнички нашли решење у вези набавке звона. Одлучили су да се са молбом обрате канцеларији Његовог величанства краља Александра. Убрзо, трећег дана преко среског начелника Полошког јављен има је повољан исход. Краљ је определио 4000 динара за куповину њиховог звона. Новац је одмах преузео Ђорђевић и у ливници "Меркур" изливено је жилченско звоно. Ђорђевић је са пријатељима нашао повољан начин да транспортује звоно у своје село. Свечано освећење подигнутог звона уследило је новембра 1933. године.

## Становништво
Жилче је према последњем попису из 2021. године имало 543 становника.
Претежно становништво у насељу су етнички Македонци (95%).
Већинска вероисповест је православље.

## Познате личности
- Бошко Ђуровски, северномакедонски фудбалски тренер и бивши фудбалер
- Милко Ђуровски, југословенски и северномакедонски фудбалер